# Københavns Storkreds
Københavns Storkreds er en valgkreds i Landsdel Hovedstaden. Storkredsen dækker de fire kommuner: København, Frederiksberg, Tårnby og Dragør.
Før strukturreformen i 2007 var Københavns Kommune fordelt på tre storkredse: Søndre, Østre og Vestre. Frederiksberg Kommune indgik i Vestre Storkreds. Tårnby og Dragør kommuner udgjorde Amagerkredsen som dengang hørte under Københavns Amtskreds.
Ved folketingsvalget i 1918 var København også én valgkreds.

## Opstillingskredse
I forbindelse med Strukturreformen er inddelingen i opstillingskredse blevet ændret. Storkredsen består af følgende 12 opstillingskredse:
1. Østerbrokredsen.
2. Sundbyvesterkredsen.
3. Indre Bykredsen.
4. Sundbyøsterkredsen.
5. Nørrebrokredsen.
6. Bispebjergkredsen.
7. Brønshøjkredsen.
8. Valbykredsen.
9. Vesterbrokredsen.
10. Falkonerkredsen.
11. Slotskredsen.
12. Tårnbykredsen.

## Valgresultater
| Parti                                       | Stemmer | %    | +/-  | Mandater | +/- | Valgte                                                                    |
| ------------------------------------------- | ------- | ---- | ---- | -------- | --- | ------------------------------------------------------------------------- |
| Socialdemokratiet                           | 86.226  | 19,0 | +1,8 | 4        | +1  | Ida Auken, Peter Hummelgaard, Pernille Rosenkrantz-Theil, Mette Reissmann |
| Enhedslisten - De Rød-Grønne                | 62.611  | 13,8 | -3,0 | 3        | -1  | Pelle Dragsted, Rosa Lund, Jette Gottlieb                                 |
| SF - Socialistisk Folkeparti                | 52.080  | 11,5 | -    | 3        | -   | Pia Olsen Dyhr, Carl Valentin, Lisbeth Bech-Nielsen                       |
| Moderaterne                                 | 42.908  | 9,4  | ny   | 2        | ny  | Nanna W. Gotfredsen, Jon Stephensen                                       |
| Alternativet                                | 42.769  | 9,4  | +2,9 | 2        | +1  | Franciska Rosenkilde, Christina Olumeko                                   |
| Venstre, Danmarks Liberale Parti            | 38.319  | 8,4  | -6,6 | 2        | -1  | Jan E. Jørgensen, Linea Søgaard-Lidell                                    |
| Liberal Alliance                            | 38.204  | 8,4  | +5,8 | 2        | +1  | Ole Birk Olesen, Alexander Ryle                                           |
| Radikale Venstre                            | 34.031  | 7,5  | -8,9 | 1        | -2  | Samira Nawa                                                               |
| Det Konservative Folkeparti                 | 22.797  | 5,0  | -0,3 | 1        | -   | Helle Bonnesen                                                            |
| Frie Grønne, Danmarks Nye Venstrefløjsparti | 10.054  | 2,2  | ny   | 0        | ny  |                                                                           |
| Danmarksdemokraterne - Inger Støjberg       | 8.334   | 1,8  | ny   | 0        | ny  |                                                                           |
| Nye Borgerlige                              | 7.512   | 1,7  | +0,3 | 0        | -   |                                                                           |
| Dansk Folkeparti                            | 7.072   | 1,6  | -2,6 | 0        | -1  |                                                                           |
| Kristendemokraterne                         | 971     | 0,2  | -0,5 | 0        | -   |                                                                           |
| Uden for partierne                          | 782     | 0,2  |      | 0        |     |                                                                           |
| I alt                                       | 454.670 |      |      | 20       | -   |                                                                           |

| Parti                            | Stemmer | Pct. | +/-   | Mandater | +/- | Valgte                                                              |
| -------------------------------- | ------- | ---- | ----- | -------- | --- | ------------------------------------------------------------------- |
| Socialdemokratiet                | 77.879  | 17,2 | -5,1  | 3        | -1  | Pernille Rosenkrantz-Theil, Peter Hummelgaard, Lars Aslan Rasmussen |
| Enhedslisten - De Rød-Grønne     | 75.935  | 16,8 | +0,4  | 4        | +1  | Pernille Skipper, Rosa Lund, Rune Lund, Jette Gottlieb              |
| Radikale Venstre                 | 74.135  | 16,4 | +7,0  | 3        | +2  | Ida Auken, Jens Rohde, Samira Nawa                                  |
| Venstre, Danmarks Liberale Parti | 67.819  | 15,0 | +4,7  | 3        | +1  | Tommy Ahlers, Jan E. Jørgensen, Martin Geertsen                     |
| SF - Socialistisk Folkeparti     | 52.176  | 11,5 | +5,0  | 3        | +2  | Pia Olsen Dyhr, Carl Valentin, Halime Oguz                          |
| Alternativet                     | 29.405  | 6,5  | -4,7  | 1        | -1  | Uffe Elbæk                                                          |
| Det Konservative Folkeparti      | 23.829  | 5,3  | +2,2  | 1        | +1  | Katarina Ammitzbøll                                                 |
| Dansk Folkeparti                 | 19.181  | 4,2  | -12,2 | 1        | -1  | Peter Skaarup                                                       |
| Liberal Alliance                 | 11.655  | 2,6  | -6,2  | 1        | -1  | Simon Emil Ammitzbøll-Bille                                         |
| Nye Borgerlige                   | 6.417   | 1,4  | ny    | 0        | ny  |                                                                     |
| Stram Kurs                       | 5.717   | 1,3  | ny    | 0        | ny  |                                                                     |
| Klaus Riskær Pedersen            | 4.382   | 1,0  | ny    | 0        | ny  |                                                                     |
| Kristendemokraterne              | 3.268   | 0,7  | +0,3  | 0        | -   |                                                                     |
| Udenfor partierne                | 607     | 0,1  | -0,1  | 0        | -   |                                                                     |
| I alt                            | 452.405 |      |       | 20       | +3  |                                                                     |

| Parti                               | Stemmer | Pct. | +/-  | Mandater | +/- | Valgte                                                                             |
| ----------------------------------- | ------- | ---- | ---- | -------- | --- | ---------------------------------------------------------------------------------- |
| A. Socialdemokratiet                | 96.753  | 22,3 | +3,4 | 4        | +3  | Helle Thorning-Schmidt, Peter Hummelgaard Thomsen, Yildiz Akdogan, Mette Reissmann |
| Ø. Enhedslisten - De Rød-Grønne     | 71.140  | 16,4 | -0,2 | 3        | -   | Johanne Schmidt-Nielsen, Finn Sørensen, Pelle Dragsted                             |
| O. Dansk Folkeparti                 | 49.575  | 11,4 | +3,0 | 2        | -   | Peter Skaarup, Martin Henriksen                                                    |
| Å. Alternativet                     | 48.475  | 11,2 | ny   | 2        | ny  | Uffe Elbæk, Carolina Magdalene Maier                                               |
| V. Venstre, Danmarks Liberale Parti | 44.721  | 10,3 | -4,9 | 2        | -1  | Søren Pind, Jan E. Jørgensen                                                       |
| B. Radikale Venstre                 | 40.578  | 9,4  | -7,3 | 1        | -2  | Ida Auken                                                                          |
| I. Liberal Alliance                 | 37.935  | 8,8  | +3,0 | 2        | +1  | Simon Emil Ammitzbøll, Laura Lindahl                                               |
| F. SF - Socialistisk Folkeparti     | 28.260  | 6,5  | -5,9 | 1        | -2  | Pia Olsen Dyhr                                                                     |
| C. Det Konservative Folkeparti      | 13.471  | 3,1  | -1,9 | 0        | -1  |                                                                                    |
| K. Kristendemokraterne              | 1.599   | 0,4  | +0,1 | 0        | -   |                                                                                    |
| Udenfor partierne                   | 953     | 0,2  | +0,1 | 0        | -   |                                                                                    |
| I alt                               | 433.460 |      |      | 17       | -2  |                                                                                    |

| Parti                               | Stemmer | Pct. | +/-  | Mandater | +/- | Valgte                                                  |
| ----------------------------------- | ------- | ---- | ---- | -------- | --- | ------------------------------------------------------- |
| A. Socialdemokratiet                | 80.705  | 18,9 | -5,3 | 3        | -1  | Helle Thorning-Schmidt, Karen Hækkerup, Mette Reissmann |
| B. Radikale Venstre                 | 71.264  | 16,7 | +7,8 | 3        | +2  | Manu Sareen, Uffe Elbæk, Lone Loklindt                  |
| Ø. Enhedslisten - De Rød-Grønne     | 70.831  | 16,6 | +9,9 | 3        | +2  | Johanne Schmidt-Nielsen, Rosa Lund, Finn Sørensen       |
| V. Venstre, Danmarks Liberale Parti | 64.914  | 15,2 | +1,5 | 3        | +1  | Søren Pind, Martin Geertsen, Jan E. Jørgensen           |
| F. SF - Socialistisk Folkeparti     | 52.870  | 12,4 | -8,6 | 3        | -1  | Villy Søvndal, Ida Auken, Özlem Cekic                   |
| O. Dansk Folkeparti                 | 35.887  | 8,4  | -2,2 | 2        | -   | Peter Skaarup, Martin Henriksen                         |
| I. Liberal Alliance                 | 24.882  | 5,8  | +1,5 | 1        | -   | Simon Emil Ammitzbøll                                   |
| C. Det Konservative Folkeparti      | 23.263  | 5,5  | -4,6 | 1        | -1  | Per Stig Møller                                         |
| K. Kristendemokraterne              | 1.185   | 0,3  | -0,2 | 0        | -   |                                                         |
| Udenfor partierne                   | 405     | 0,1  | +0,1 | 0        | -   |                                                         |
| I alt                               | 426.205 |      |      | 19       | +2  |                                                         |

| Parti                               | Stemmer | Pct. | Mandater | Valgte                                                                     |
| ----------------------------------- | ------- | ---- | -------- | -------------------------------------------------------------------------- |
| A. Socialdemokratiet                | 97.903  | 24,2 | 4        | Helle Thorning-Schmidt, Christine Antorini, Karen Hækkerup, Yildiz Akdogan |
| F. SF - Socialistisk Folkeparti     | 84.843  | 21,0 | 4        | Ida Auken, Kamal Qureshi, Anne Grete Holmsgaard, Özlem Cekic               |
| V. Venstre, Danmarks Liberale Parti | 55.311  | 13,7 | 2        | Søren Pind, Rikke Hvilshøj                                                 |
| O. Dansk Folkeparti                 | 42.906  | 10,6 | 2        | Peter Skaarup, Martin Henriksen                                            |
| C. Det Konservative Folkeparti      | 40.811  | 10,1 | 2        | Per Stig Møller, Helle Sjelle                                              |
| B. Radikale Venstre                 | 35.858  | 8,9  | 1        | Lone Dybkjær                                                               |
| Ø. Enhedslisten                     | 26.963  | 6,7  | 1        | Johanne Schmidt-Nielsen                                                    |
| Y. Ny Alliance                      | 17.223  | 4,3  | 1        | Naser Khader                                                               |
| K. Kristendemokraterne              | 2.014   | 0,5  | 0        |                                                                            |
| Udenfor partierne                   | 155     | 0,0  | 0        |                                                                            |
| I alt                               | 403.987 |      | 17       |                                                                            |